# غراند سانتي
غراند سانتي (بالإنجليزية: Grand-Santi)‏ هي إحدى بلديات دائرة سان لوران دو ماروني بغويانا الفرنسية

## التاريخ
كانت تدعى أصلا غراند سانتي بابيشتون وكانت ضمن بلديتي أباتو وبابايشطون. في 12 نوفمبر 1976 تم فصل أباتو من غراند سانتي-بابايشطون وأصبحت بلدية مستقلة. وفي 1 يناير 1993، انفصلت بابايشتون أيضا عن غراند سانت بابايشتون وأصبح كومونة مستقلة. وبعدها تم اختصار اسم البلدية إلى غراند سانتي.